# José María Enciso Madolell
José María Enciso Madolell (1894-1938) fue un militar español.

## Biografía
Nació en 1894. Militar profesional, pertenecía al arma de infantería. Según han señalado algunos historiadores, durante el periodo de la Segunda República fue uno de los fundadores de la Unión Militar Republicana Antifascista (UMRA) junto a otros oficiales del ejército.
En julio de 1936 ostentaba el rango de capitán y se encontraba destinado en el Batallón presidencial, en Madrid. Una vez comenzada la contienda, se puso al mando de una columna que llevaba su nombre —la cual tenía por núcleo al disciplinado Batallón presidencial—. En octubre-noviembre, junto con Fernández Cavada se situó en la Casa de Campo durante los primeros ataques de la defensa de Madrid (que devinieron posteriormente en la batalla de la Ciudad Universitaria).
El 31 de diciembre de 1936 fue creada la 44.ª Brigada Mixta y Enciso quedó al mando de la misma, interviniendo en un fallido asalto al Hospital Clínico de la Ciudad Universitaria a comienzos de enero de 1937. El 27 de marzo dejó el mando de la unidad, al pasar a liderar una división. También estuvo al mando de forma accidental y por poco tiempo de la 24.ª Brigada Mixta. Posteriormente mandó la 10.ª División del XVIII Cuerpo de Ejército, con la que en julio de 1937 participó parte en la batalla de Brunete. Tiempo después también mandó la 72.ª División. En marzo de 1938 cayó prisionero en el frente de Aragón, siendo posteriormente juzgado por una corte marcial y fusilado en Zaragoza. Su cadáver uniformado fue expoliado por los cofrades encargados de recogerlo, práctica de rapiña habitual; uno de ellos, mientras arrancaba sus botas de campaña, exclamó: "¡Total, al difunto no le han de servir para nada!".